# Tomara
El Tomara era una dinastia índia que va governar parts de Delhi i Haryana durant els segles IX a XII. Molta de la informació procedeix de les llegendes dels bards medievals les quals no són històricament fiables. Van ser desplaçats pels Chahamanes (Chauhans) al segle xii.

## Territori
El territori Tomara va arribar a incloure Delhi i parts del modern estat de Haryana. Una inscripció del segle xiii declara que els Tomares van governar el país Hariyanaka (Haryana) abans dels Chauhans i el Shakes (els musulmans). Una inscripció del segle XIV declara que van construir la ciutat de Dhillika (Delhi) a Hariyana (Haryana) i que el seu govern va anar seguit pel dels Chahamanes (Chauhans) i del mlechchha Sahavadina (Shihab al-Din Muizz al-Din Muhàmmad).

## Història
El Tomares són coneguts per algunes inscripcions i monedes. Tanmateix, molta de la informació sobre la dinastia ve de les llegendes dels bards poc fiables. A causa d'això la reconstrucció de la història Tomara és difícil.

### Com a feudataris
La primera referència històrica dels Tomares és a la inscripció de Pehowa, feta durant el regnat del rei Pratihara Mahendrapala I (885-910). Aquesta inscripció sense data declara que Jaula de la família Tomara havia esdevingut pròspera al servir un rei que no esmenta. Els seus descendents inclouen Vajrata, Jajjuka i Gogga. La inscripció suggereix que Gogga era un vassall de Mahendrapala I. Enregistra la construcció de tres temples de Vixnu per Gogga i els seus germanastres Purna-raja i Deva-raja. Els temples van ser localitzats a Prithudaka (Pṛthūdaka; Pehowa) a la vora del riu Sarasvati.
Cap informació és disponible sobre els successors immediats de Gogga.

### Com a sobirans
Mentre el poder Pratihara declinava, els Tomares van establir un principat sobirà al voltant de Delhi el segle x. Els bards medievals anomenen la dinastia com "Tuar", i els classifiquen com un del 36 clans Rajputs. Segons la tradició bàrdica, el fundador de la dinastia fou Anangapal Tuar (Anangapala I Tomara) que va fundar Delhi el 736. Tanmateix l'autenticitat d'aquesta reclamació és dubtosa. Una font de 1526 anomena els successors d'Anangapala: Tejapala, Madanapala, Kritapala, Lakhanapala i Prithvipala. El Dravya-Pariksha (1318) de Thakkura Pheru esmenta les monedes de Madanapala i Prithvipala i també un altre governant de nom Chahadapala.
Poc després d'obtenir la independència, els Tomares van estar implicats en conflictes amb els seus veïns, els Chahamanes de Shakambhari. Segons una inscripció del 973 del rei Chahamana Vigraharaja II, el seu avantpassat Chandana (vers 900) va matar el Tomara Rudrena (o Rudra) en una batalla. La inscripció de la pedra de Harsha declara que un descendent de Chandana, Simharaja (vers 944-971) va derrotar un cap Tomara anomenat Lavana o Salavana. El historiador R. B. Singh identifica el governant vençut com Tejapala. Una altra inscripció fragmentària dels Chahamanes (prashasti o inscripció d'elogi, ara al museu d'Ajmer) esmenta que el rei Chahamana Arnoraja va envair el país Haritanaka. Aquest país és identificat amb el territori Tomara. Segons la inscripció, l'exèrcit d'Arnoraja va convertir les aigües del riu Kalindi (Yamuna) en fangoses i les dones de Hartinaka en ploroses.
Les escriptures dels historiadors musulmanes medievals suggereixen que un rei anomenat Mahipala era governant a Delhi en el segle xi. Tot i que aquests historiadors medievals no esmenten la dinastia d'aquest rei, és identificat com un Tomara per alguns historiadors moderns. Algunes monedes presenten imatges d'un cavaller i un brau, portant el nom "Mahipala", i han estat atribuïdes a aquest rei. Aquestes monedes són similars a les de Mawdud de Ghazni (rei 1041-50), confirmant que Mahipala hauria governat en el segle xi. El cavaller i el brau eren característics de les monedes dels Kabul Shahis; Mawdud probablement va adoptar aquest estil després de capturar els territoris dels Kabul Shahis. Mahipala probablement va imitar el mateix estil després de capturar Hansi i Thaneshvara de Mawdud. Alguna inscripció fragmentària Tomara ha estat descoberta a Mahipalpur, prop de Delhi. El historiador Y. D. Sharma teoritza que Mahipala va establir una nova capital a Mahipalapura (ara Mahipialpur).

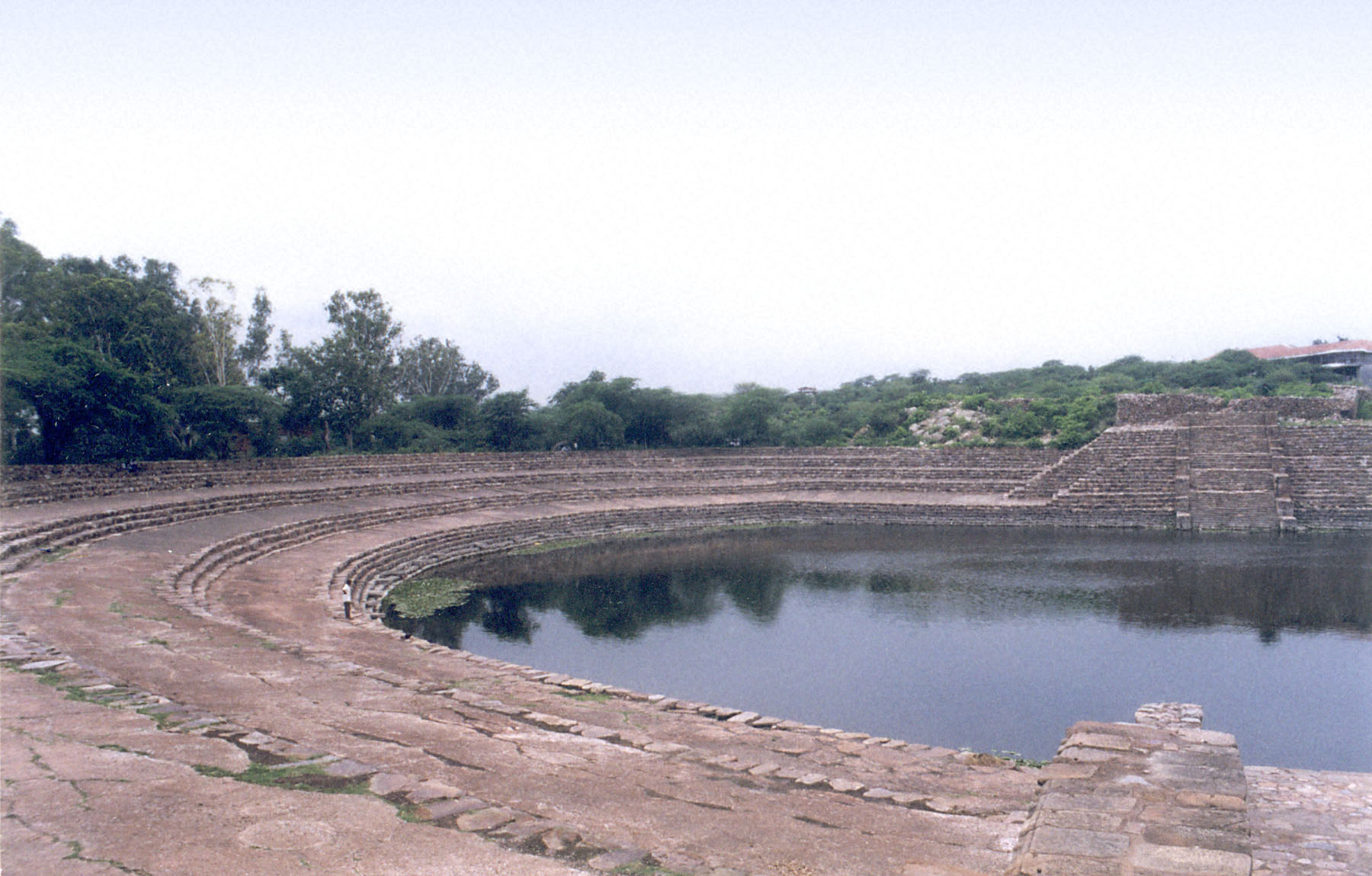
La construcció del Suraj Kund és atribuït a un rei Tomara

El dipòsit d'aigua de Suraj Kund es diu que fou encarregat per un Tomara anomenat Surajpala.
Molts reis Tomares semblen haver compartit el nom "Anangapala" (Anaṅbuitāla). Un d'aquests es diu que va establir la fortalesa de Lal Kot, a l'àrea de Mehrauli. La construcció del tanc d'aigua d'Anang Tal i la presa d'Anangpur també li són atribuïdes. Les seves monedes també presenten el cavaller i el brau i porten el títol "Shri Samanta-deva". Aquestes monedes són molt similars a les dels chauhans de Shakambhari Someshvara i Prithviraja III, indicant que Anangapala era un contemporani d'aquests reis del segle xii. Una de les diverses inscripcions en el Pilar de Ferro de Delhi esmenta a Anangapala. Una llegenda medieval esmentada en una còpia del Prithviraj Raso relata una llegenda sobre el pilar: un Bramin un cop va dir a Anangapala (àlies Bilan Deo) que la base del pilar descansava en el cap de la serp Vasuki i que el seu pilar duraria molt de temps, ja que el pilar estava recte. Per curiositat, Anangapala va fer cavar el pilar, només per trobar-lo untat amb la sang de Vasuki. Adonant-se de la seva equivocació, el rei va ordenar restaurar-lo, però va quedar solt ("dhili"). A causa d'això l'àrea va ser coneguda com a "Dhilli" (moderna Delhi). Aquesta llegenda és evidentment un mite.

### Decadència
Les llegendes bàrdiques declaren que el darrer rei Tomara, Anangpal Tomar (també conegut com a Anangapala), va entregar el tron de Delhi al seu gendre Prithviraj Chauhan (Prithviraja III de la dinastia dels Chahamanes de Shakambhari que va regnar del 1179-1192). Tanmateix, aquesta reclamació no és correcta: l'evidència històrica mostra que Prithviraj va heretar Delhi del seu pare Someshvara. Segons la inscripció a Bijolia de Someshvara, el seu germà Vigraharaja IV havia capturat Dhillika (Delhi) i Ashika (Hansi). Probablement va derrotar el Tomara Anangapala III.

## Llista de governants
Diversos textos històrics proporcionen llistes diferents dels reis Tomares:
- A la Història de Gwalior (Gopācala ākhyāna), Kharg Rai esmenta 18 reis Tomara, més Prithvi Pala (que seria probablement el Chahamana Prithviraja III). Segons Kharg Rai, Delhi era al principi governat pel llegendari rei Vikramaditya. Va quedar deserta durant 792 anys després de la seva mort, fins que Bilan Dev de la dinastia Tomara va restablir la ciutat (el 736).
- El manuscrit de Kumaon-Garhwal anomena només 15 governants de la dinastia "Toar" i data el començament del seu govern el 789 (846 Vikram Samvat).
- Abul Fazl, a l'Ain-i-Akbari (manuscrit de Bikaner editat per Syed Ahmad Khan), esmenta 19 reis Tomara. Col·loca el primer Tomara entorn del 372 (429 Vikram Samvat). Seria possible que l'era esmentada en la font original utilitzada per Abul Fazl fos l'era Gupta, la qual comença el 318-319; Abul Fazl podria haver confós aquesta era amb l'era de Vikrama Samvat. Si això és cert, llavors el primer Tomara podria ser datat el 747 CE (429+318), que correspondria més bé amb les altres fonts.

Com s'ha dit abans, els historiadors dubten de la reclamació que els Tomares establissin Delhi el 736
| #  | Abul Fazl Ain-i-Akbari / Manuscrit de Bikaner | Manuscrit de Gwalior de Kharg Rai | Manuscrit de Kumaon-Garhwal | Any de pujada al tron (segons el manuscrit de Gwalior) | Durada del regnat | Durada del regnat | Durada del regnat |
| #  | Abul Fazl Ain-i-Akbari / Manuscrit de Bikaner | Manuscrit de Gwalior de Kharg Rai | Manuscrit de Kumaon-Garhwal | Any de pujada al tron (segons el manuscrit de Gwalior) | Anys              | Mesos             | Dies              |
| -- | --------------------------------------------- | --------------------------------- | --------------------------- | ------------------------------------------------------ | ----------------- | ----------------- | ----------------- |
| 1  | Ananga Pāla                                   | Bilan Dev                         | -                           | 736                                                    | 18                | 0                 | 0                 |
| 2  | Vasu Deva                                     | -                                 | -                           | 754                                                    | 19                | 1                 | 18                |
| 3  | Gangya                                        | Ganggeva                          | -                           | 773                                                    | 21                | 3                 | 28                |
| 4  | Prithivi Pāla (o Prithivi Malla)              | Prathama                          | Mahi Pāla                   | 794                                                    | 19                | 6                 | 19                |
| 5  | Jaya Deva                                     | Saha Deva                         | Jadu Pāla                   | 814                                                    | 20                | 7                 | 28                |
| 6  | Nīra Pāla o Hira Pāla                         | Indrajita (I)                     | Nai Pāla                    | 834                                                    | 14                | 4                 | 9                 |
| 7  | Udiraj (o Adereh)                             | Nara Pāla                         | Jaya Deva Pāla              | 849                                                    | 26                | 7                 | 11                |
| 8  | Vijaya (O Vacha)                              | Indrajita (II)                    | Chamra Pāla                 | 875                                                    | 21                | 2                 | 13                |
| 9  | Biksha (O Anek)                               | Vacha Raja                        | Bibasa Pāla                 | 897                                                    | 22                | 3                 | 16                |
| 10 | Rīksha Pāla                                   | Vira Pāla                         | Sukla Pāla                  | 919                                                    | 21                | 6                 | 5                 |
| 11 | Sukh Pāla (O Nek Pāla)                        | Va-Pāla                           | Teja Pāla                   | 940                                                    | 20                | 4                 | 4                 |
| 12 | Va-Pāla                                       | Tillan Dev                        | Mahi Pāla                   | 961                                                    | 18                | 3                 | 15                |
| 13 | Sallakshana Pāla                              | Suvari                            | Sursen                      | 979                                                    | 25                | 10                | 10                |
| 14 | Jaya Pāla                                     | Osa Pāla                          | Jaik Pāla                   | 1005                                                   | 16                | 4                 | 3                 |
| 15 | Kunwar Pāla                                   | Kumara Pāla                       | -                           | 1021                                                   | 29                | 9                 | 18                |
| 16 | Ananga Pāla (O Anek Pāla)                     | Ananga Pāla                       | Anek Pāla                   | 1051                                                   | 29                | 6                 | 18                |
| 17 | Vijaya Pāla (O Vijaya Sah)                    | Teja Pāla                         | Teja Pāla                   | 1081                                                   | 24                | 1                 | 6                 |
| 18 | Mahi Pāla (O Mahatsal)                        | Mahi Pāla                         | Jyūn Pāla                   | 1105                                                   | 25                | 2                 | 23                |
| 19 | Akr Pāla (O Akhsal)                           | Mukund Pāla                       | Ane Pāla                    | 1130                                                   | 21                | 2                 | 15                |
| 20 | Prithivi Raja (Chahamana)                     | Prithvi Pala                      | -                           | 1151                                                   |                   |                   |                   |